# Mérida, Yucatán
Mérida este capitala statului mexican, Yucatán.  Orașul este situat în partea de nord-vest a statului, la circa 35 km de Golful Mexicului, la următoarele coordonate 20°58′12″N 89°37′12″V / 20.97000°N 89.62000°V. 
În 2003, populația orașului ajunsese la 793.000 locuitori, ocupând poziția a 11-a în topul celor mai populate orașe din Mexic. 
1. ↑   http://gaia.inegi.org.mx/mdm6/ Lipsește sau este vid: |title= (ajutor)
2. ↑   https://it-ch.topographic-map.com/map-s5lb18/M%C3%A9rida/?zoom=19&center=20.96695%2C-89.62451&popup=20.96713%2C-89.62448 Lipsește sau este vid: |title= (ajutor)
3. ↑   http://tucodigo.mx/index.php?estado=31&mpio=50&b_query=mpio Lipsește sau este vid: |title= (ajutor)